# Іван Леко
Іван Леко (хорв. Ivan Leko, нар. 7 лютого 1978, Спліт, СФРЮ) — колишній хорватський футболіст, що грав на позиції півзахисника. По завершенні ігрової кар'єри — тренер. З 2025 року очолює тренерський штаб бельгійської команди «Гент».
Виступав, зокрема, за клуб «Хайдук» (Спліт), а також національну збірну Хорватії.
Чемпіон Хорватії. Володар Кубка Хорватії. Дворазовий володар Кубка Бельгії. Володар Кубка Інтертото.

## Клубна кар'єра
Вихованець футбольної школи клубу «Хайдук» (Спліт). Дорослу футбольну кар'єру розпочав 1995 року в основній команді того ж клубу, в якій провів жодного сезонів, взявши участь лише у 3 матчах чемпіонату.
Протягом 1996 року на правах оренди захищав кольори команди клубу «Трогір».
Своєю грою за останню команду знову привернув увагу представників тренерського штабу клубу «Хайдук» (Спліт), до складу якого повернувся 1996 року. Цього разу відіграв за сплітської команди наступні п'ять сезонів своєї ігрової кар'єри. Більшість часу, проведеного у складі «Хайдука», був основним гравцем команди. За цей час виборов титул чемпіона Хорватії, ставав володарем Кубка Хорватії.
Згодом з 2001 по 2009 рік грав у складі команд клубів «Малага», «Хайдук» (Спліт), «Брюгге» та «Жерміналь-Беєрсхот». Протягом цих років додав до переліку своїх трофеїв титул володаря Кубка Бельгії, ставав володарем Кубка Інтертото.
Завершив професійну ігрову кар'єру у клубі «Локерен», за команду якого виступав протягом 2009—2014 років.

## Виступи за збірні
1998 року захищав кольори олімпійської збірної Хорватії. У складі цієї команди провів 1 матч.
1999 року дебютував в офіційних матчах у складі національної збірної Хорватії. Протягом кар'єри у національній команді, яка тривала 8 років, провів у формі головної команди країни лише 13 матчів.
У складі збірної був учасником чемпіонату світу 2006 року у Німеччині.

## Кар'єра тренера
Розпочав тренерську кар'єру відразу по завершенні кар'єри гравця, 2014 року, очоливши тренерський штаб бельгійського клубу «Ауд-Геверле».
Протягом 2015—2016 років був асистентом свого колишнього партнера по національній команді Ігора Тудора, на той час головного тренера грецького клубу ПАОК.
2016 року повернувся до Бельгії, де очолив команду «Сент-Трюйдена». Ще за рік, у 2017 став головним тренером «Брюгге». 2019 року залишив Бельгію, після чого працював з еміратським «Аль-Айном».
2020 року працював зі своєю четвертою бельгійською командою, якою став «Антверпен». А наступного року був запрошений очолити тренерський штаб китайського «Шанхай СІПГ».

## Досягнення
Гравець
- Чемпіон Хорватії:

«Хайдук» (Спліт): 2000-01, 2004-05
- Володар Кубка Хорватії:

«Хайдук» (Спліт): 1999-2000
- Володар Суперкубка Бельгії:

«Брюгге»: 2005
- Володар Кубка Бельгії:

«Брюгге»: 2006-07
«Локерен»: 2011-12
- Володар Кубка Інтертото:

«Малага»: 2002
Тренер
- Чемпіон Бельгії:

«Брюгге»: 2017-18
- Володар Суперкубка Бельгії:

«Брюгге»: 2018
- Володар Кубка Бельгії:

«Антверпен»: 2019-20
- Володар Кубка Хорватії:

«Хайдук» (Спліт): 2022-23